# مصعب عمر (لاعب كرة قدم بحريني)
مصعب عمر علي عيد سعد (مواليد 16 نوفمبر 1997 في البحرين) هو لاعب كرة قدم بحريني يجيد اللعب في مركز الظهير الأيسر. يلعب حاليا لصالح البديع (معارا من الرفاع الشرقي) الذي ينافس في الدوري البحريني الممتاز للموسم 2021-2022.